# Limnodea
Limnodea és un gènere de plantes de la família de les poàcies, ordre de les poals, subclasse de les commelínides, classe de les liliòpsides, divisió dels magnoliofitins.

## Taxonomia
Limnodea arkansana (Nutt.) L. H. Dewey

## Sinònims
Greenia Nutt., 
Sclerachne Torr. ex Trin., 
Thurberia Benth.